# Unruhen in Belize 2005

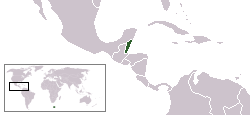
Geografische Lage von Belize

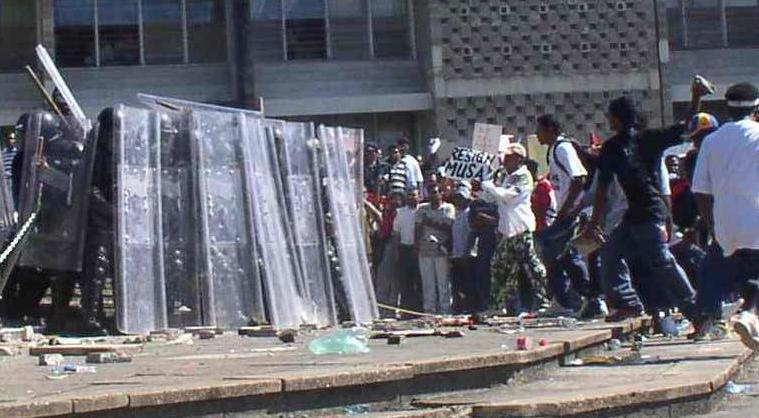
Aufeinandertreffen von Demonstranten und Sicherheitskräften in Belmopan am 21. Januar

Die Unruhen in Belize brachen Mitte Januar 2005 in der Hauptstadt Belmopan aus. Grund für die Unruhen war die Veröffentlichung des neuen Staatshaushalts mit starken Steuererhöhungen. Ein weiterer Grund war die Verärgerung über die People’s United Party (PUP) wegen der immer schlechteren finanziellen Verfassung der Belizischen Regierung.
Die Regierung von Said Musa veröffentlichte ihren Haushalt für die Periode 2005–2006 am 13. Januar 2005. Der neue Haushalt enthielt starke Steuererhöhungen auf diverse Dienstleistungen und Güter. So wurde eine Anhebung der Grunderwerbsteuer um elf Prozent, der Steuer für Finanzinstitute um fünf Prozent, der Tabaksteuer um acht Prozent und der Rumsteuer um 100 Prozent geplant. Die Regierung behauptete, diese Erhöhungen seien mit den Erhöhungen der letzten Regierung im Jahr 1998 vergleichbar, als die United Democratic Party (UDP) an der Macht war. Nach Jahren allgemeiner Frustration wegen angeblicher Misswirtschaft und Korruption der Vereinigten Volkspartei (PUP) führte jedoch der neue Haushaltsplan am 15. Januar zu Protesten am Gebäude der Nationalversammlung, wobei es zu Konfrontationen zwischen den Demonstranten und den Polizeikräften kam. Die Demonstrationen dauerten in der folgenden Woche an.

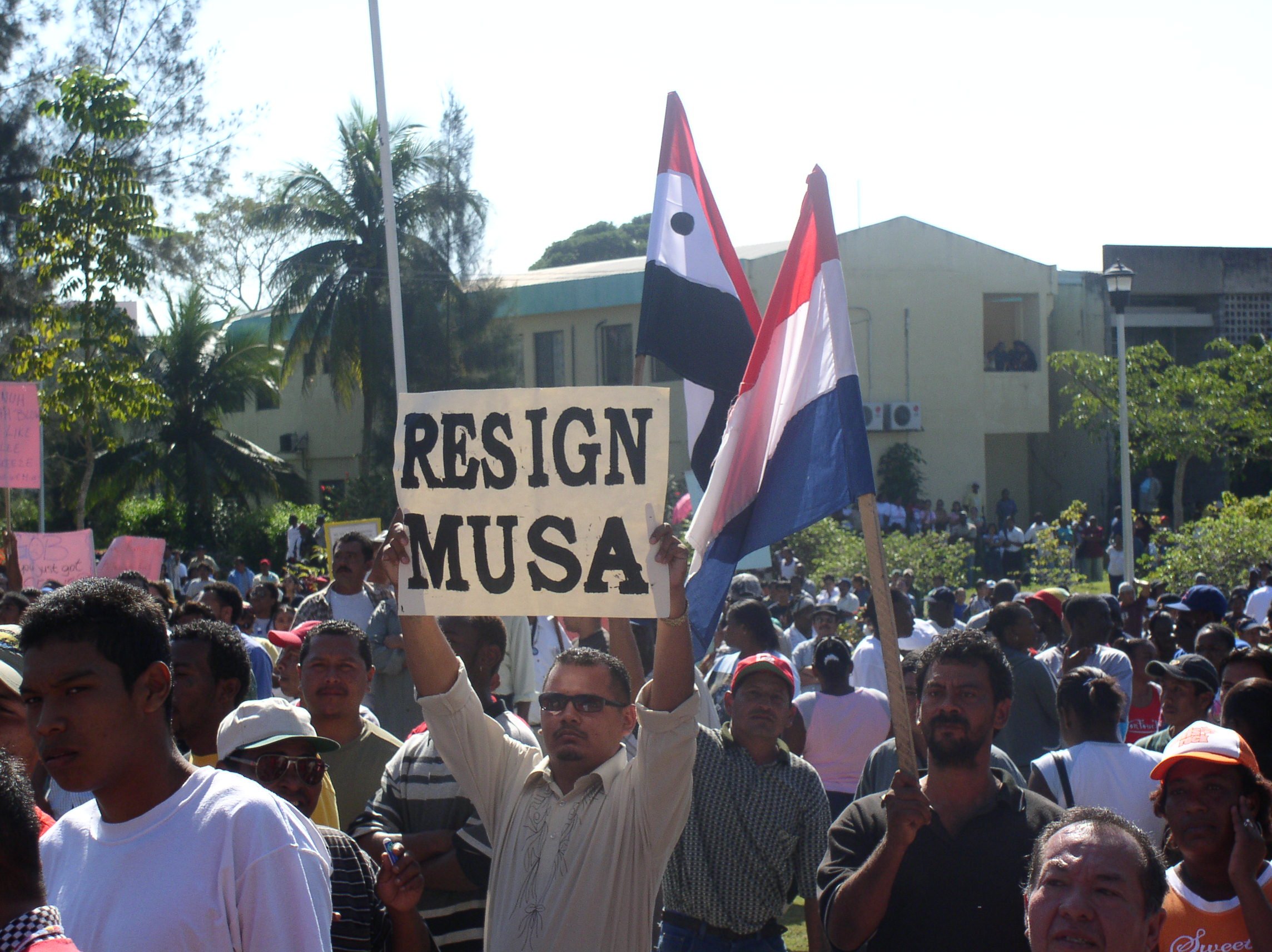
Menschenmassen vor der Nationalversammlung von Belize mit Transparenten, die den Rücktritt von Premierminister Said Musa fordern.

Am 20. Januar riefen die Wirtschaft und die Gewerkschaften zu einem zweitägigen Generalstreik auf. Wegen fehlender Arbeitskräfte brach daraufhin die Wasserversorgung für fast ganz Belize zusammen. Am 21. Januar berichteten die lokalen Medien über vereinzelte Demonstrationen in Belmopan, bei denen Regierungsgebäude angezündet und Straßensperren errichtet wurden. Minister auf dem Weg in ein Regierungsgebäude wurden mit Steinen und Flaschen angegriffen, was das Einschreiten von Polizei- und Militäreinheiten und die Zurückdrängung der Demonstranten nach sich zog. Nach Berichten wurden außerhalb mancher Gebäude, an denen weitere Demonstrationen erwartet wurden, Kameras installiert. Die Regierungsgebäude wurden verbarrikadiert.
Es ist das dritte Mal, dass diese Art von öffentlichen Protesten das Land erschüttert. Das letzte Mal kam es zu Unruhen, als 1980 ein Vorschlag zur Abtretung eines Teils des Landes an Guatemala veröffentlicht wurde.

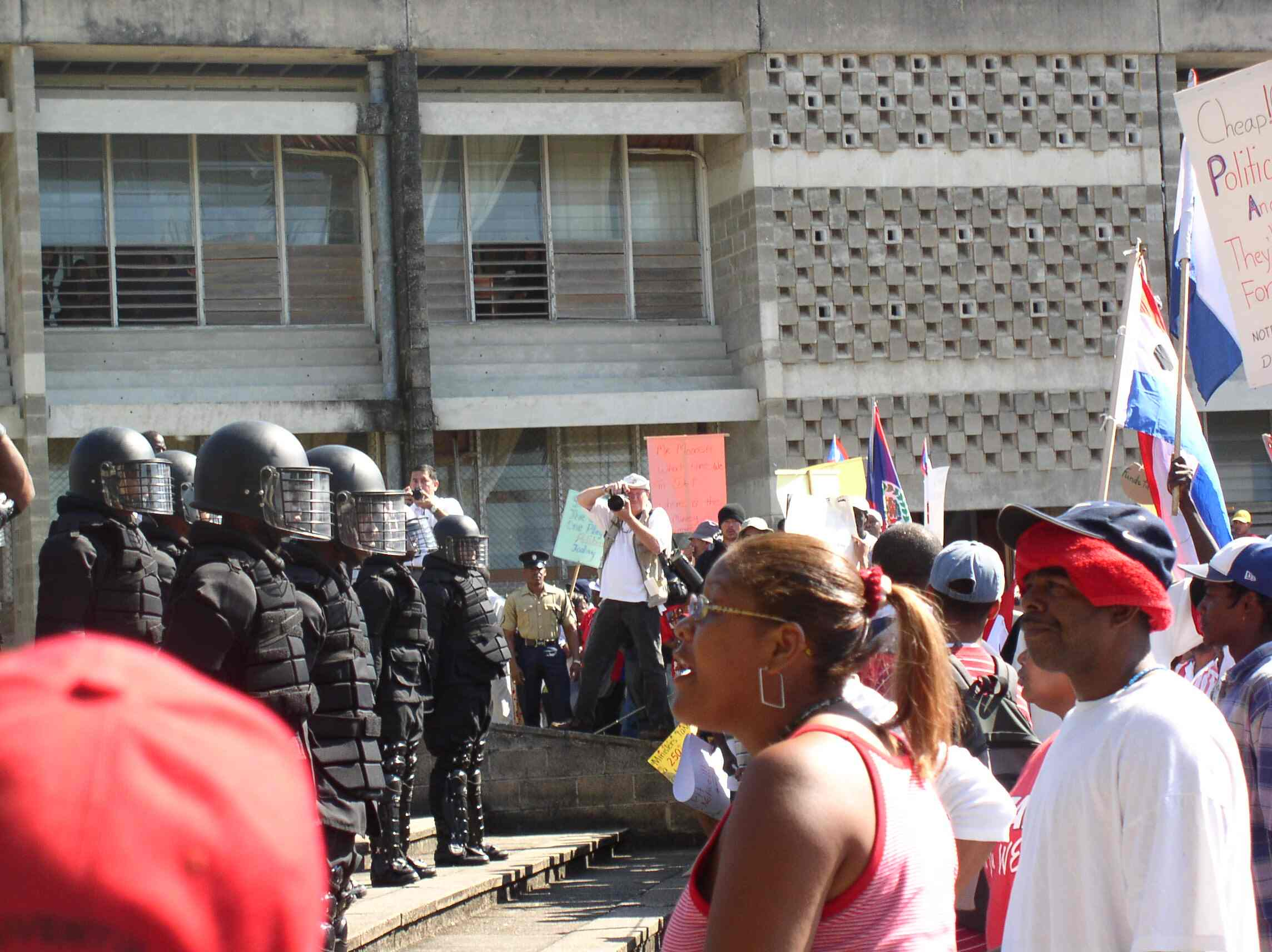
Demonstranten und Sicherheitskräfte in Belmopan am 21. Januar

Eine große Demonstration der Opposition fand am 21. Januar in Belmopan statt (Berichten zufolge plante die regierende PUP eine Gegendemonstration). Diese große Demonstration vor dem Gebäude der Nationalversammlung in Belmopan schlug in Gewalttätigkeiten um, als die Demonstranten die Polizeikräfte mit Steinen bewarfen und diese mit Gummigeschossen und Tränengas auf die Demonstranten schossen. Das Gewehrfeuer und die Sirenen waren noch aus einer Entfernung von 1 km zu hören. Mindestens ein Knallgeräusch, das bedeutend lauter als Gewehrfeuer war, war zu hören; doch blieb seine Herkunft unklar. Mehrere Demonstranten wurden verhaftet. Die Erlaubnis für die Demonstration endete um 15:00 Uhr, wurde aber um eine Stunde verlängert. Am Ende der Frist wurden mehrere Aufrufe zum Auflösen ignoriert. Daraufhin verlas Inspektor Jefferires den riot act, und nach weiteren 40 Minuten gab er den Einsatzkräften den Befehl, die Demonstration aufzulösen. Dabei kamen Gummigeschosse und Tränengas zum Einsatz. Manche Gewerkschaftsvertreter legten sich auf die Straße und mussten weggezogen werden.
Die Polizei verhielt sich während des ganzen Tages ruhig, doch wurde behauptet, dass einzelne Polizeikadetten entgegen ihren Befehlen unnötige Gewalt einsetzten. Andererseits wird berichtet, voll ausgebildete Polizeibeamte hätten diese Polizeianwärter zurechtgewiesen und aus dem Einsatzgebiet verwiesen. Doch manche Zeugen versichern, dass die Eskalation, die zum Steinewerfen führte, erst durch den Angriff eines Polizeianwärters auf einen Demonstranten ausgelöst worden sei, bei dem dieser einen Demonstranten mit einem Knüppel am Kopf getroffen habe.